# Визначник

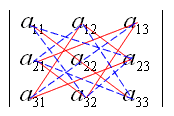
Визначник матриці 3х3

Визна́чник або детерміна́нт — це функція від квадратної матриці, яка набуває скалярних значень. Він характеризує багато властивостей матриці та лінійного відображення, визначеного цією матрицею.
Якщо елементами матриці є числа, то її визна́чник — також число. Зокрема, визна́чник може бути функціональним або, взагалі, належати якомусь комутативному кільцю, якщо матриця складається з елементів цього кільця.
Визна́чник квадратної матриці розміру {\displaystyle \ n\times n} можна визначити декількома еквівалентними способами: через формулу Лейбніца, як суму добутків елементів матриці так, що в кожному із добутків є рівно по одному елементу з кожного рядка і кожного стовпця, та кожному добутку приписується знак плюс чи мінус, в залежності від парності перестановки номерів; через розклад Лапласа, як лінійну комбінацію мінорів {\displaystyle (n-1)}-го порядку; як добуток всіх власних чисел матриці; як нормовану знакозмінну полілінійну функцію від векторів-стовпців матриці.
Визначники зустрічаються у багатьох розділах математики. Матриці часто використовуються для представлення коефіцієнтів систем лінійних рівнянь, і за допомогою методу Крамера визначники цих матриць можуть бути використані для знаходження розв'язків цих систем. Також визначники використовуються для знаходження характеристичного полінома матриці, коренями якого є власні числа цієї матриці. У геометрії визначник матриці характеризує орієнтоване «розтягнення» або «стиснення» багатовимірного евклідового простору після перетворення лінійного відображення, визначеного цією матрицею. У математичному аналізі використовується при заміні змінних для обчислення кратного інтегралу.

## Історія
Історично визначники використовувалися до введення матриць — спочатку визначник визначався як властивість системи лінійних рівнянь. Визначник «визначає», чи має система єдиний розв’язок (що відбувається коли визначник відмінний від нуля). У цьому сенсі визначники вперше були використані в давньокитайському підручнику з математики «Математика в дев'яти книгах». У Європі Джироламо Кардано у своїй роботі 1545 року виводить розв'язок системи двох лінійних рівнянь, який має вирази, схожі на визначники.
Власне поняття визначника походить з робіт Секі Такакадзу (1683 р.) та Лейбніца (1693 р.). У 1750 році Габрієль Крамер сформулював своє правило без доведення. Крамера і, також,  Безу (1779 р.) до визначників привели питання про плоскі криві, що проходять через заданий набір точок.
У 1772 році Лаплас довів теорему про розклад визначника у суму добутків мінорів. 
Слово «детермінант» ввів Гаусс (1801 р.) (Лаплас використовував слово «результант»), хоча він їм називав дискримінант алгебраїчної форми. У нинішньому значенні його використав Оґюстен-Луї Коші, також він узагальнив і спростив те, що тоді було відомо про визначники, ввів нові позначення та представив свої напрацювання в Інституті Франції 30 листопада 1812 року. У 1841 році Артур Кейлі ввів сучасне позначення визначника через вертикальні риски.

## Означення
Існує кілька рівносильних визначень визначника квадратної матриці.
Нехай A — квадратна матриця розміру {\displaystyle \ n\times n}. Запишемо її наступним чином:
{\displaystyle A={\begin{pmatrix}a_{1,1}&a_{1,2}&\cdots &a_{1,n}\\a_{2,1}&a_{2,2}&\cdots &a_{2,n}\\\vdots &\vdots &\ddots &\vdots \\a_{n,1}&a_{n,2}&\cdots &a_{n,n}\end{pmatrix}}.}
Елементи цієї матриці можуть бути дійсними чи комплексними числами або, взагалі, з довільного комутативного кільця.

### Означення через перестановки
Визначником матриці A називається
Тут {\displaystyle S_{n}} — симетрична група на множині {\displaystyle \{1,\ldots ,n\}}, і, відповідно, сума береться по всім перестановкам з цієї групи, через {\displaystyle \operatorname {sign} } позначено знак (або парність) перестановки, який дорівнює 1 чи −1 залежно від парності числа інверсій в ній.
Позначення: {\displaystyle \det(A)}, {\displaystyle \det A}, {\displaystyle \vert A\vert }, також його можна позначити подібно до матриці, записавши вертикальні риски замість дужок:
{\displaystyle {\begin{vmatrix}a_{1,1}&a_{1,2}&\cdots &a_{1,n}\\a_{2,1}&a_{2,2}&\cdots &a_{2,n}\\\vdots &\vdots &\ddots &\vdots \\a_{n,1}&a_{n,2}&\cdots &a_{n,n}\end{vmatrix}}.}
Кількість доданків у сумі дорівнює {\displaystyle n!} і номери рядка та стовпця елементів матриці, що входять в один добуток, не повторюються.

### Рекурентне означення
1. Якщо {\displaystyle n=1}, тобто {\displaystyle A={\begin{pmatrix}a_{1,1}\end{pmatrix}}}, то визначником матриці A називається {\displaystyle \det A=a_{1,1}}.
2. Якщо {\displaystyle n>1}, то визначником матриці A називається {\displaystyle \det A=\sum _{k=1}^{n}(-1)^{k+1}a_{1,k}\det A_{1,k}}, де через {\displaystyle A_{1,k}} позначено квадратну матрицю {\displaystyle (n-1)}-го порядку, отриману з матриці {\displaystyle A} видаленням першого рядка та k-го стовпця.

Якщо використовується інше означення, то вказане вище є теоремою, яка називається розкладом Лапласа. Дане визначення базується на розкладі вздовж першого рядка, також, еквівалентно визначник можна визначити на основі розкладання вздовж довільного рядка або стовпця.

### Аксіоматичне означення
Визначником порядку n над комутативним кільцем R називається функція {\displaystyle \det }, яка визначена на множині {\displaystyle M_{n}(R)} усіх квадратних матриць
порядку n із коефіцієнтами з R, набуває значень у R i задовольняє такі умови:
1. функція {\displaystyle \det } є полілінійною функцією від набору векторів-стовпців матриці;
2. функція {\displaystyle \det } є знакозмінною, тобто значення {\displaystyle \det } змінює свій знак на протилежний, якщо два різні стовпці матриці поміняти місцями;
3. функція {\displaystyle \det } є нормованою, тобто значення {\displaystyle \det } від одиничної матриці {\displaystyle I_{n}} дорівнює 1.

## Властивості
1. Якщо помножити якийсь рядок (стовпець) на константу a, то визначник також помножиться на a.
2. Якщо у матриці поміняти місцями будь-які два рядки (стовпці), то знак визначника зміниться на протилежний.
3. При додаванні до будь-якого рядка (стовпця) лінійної комбінації кількох інших рядків (стовпців) визначник не зміниться.
4. У матриці з двома однаковими/пропорційними рядками (стовпцями) або з нульовим рядком, визначник дорівнює нулю.
5. Всі властивості визначників, що стосуються рядків, так само справедливі і для стовпців.
6. Визначник трикутної матриці дорівнює добутку елементів на діагоналі.
7. Визначник квадратної матриці дорівнює добутку всіх її власних чисел.
8. Теорема Лапласа: визначник квадратної матриці дорівнює сумі добутків елементів деякого рядка на відповідні їм алгебраїчні доповнення.
9. Теорема про фальшивий розклад: сума добутків елементів деякого рядка на алгебраїчні доповнення відповідних елементів паралельного рядка дорівнює нулю.
10. Визначник оберненої матриці дорівнює величині, оберненій визначнику початкової матриці: {\displaystyle \det(A^{-1})=\det(A)^{-1}.}
11. Транспонування матриці не змінює значення її визначника: {\displaystyle \det(A^{T})=\det(A).}
12. Визначник є однорідною функцією, тобто для квадратної матриці A порядку n і довільної константи c виконується: {\displaystyle \det(cA)=c^{n}\det A.}
13. Визначник добутку матриць дорівнює добутку визначників цих матриць: {\displaystyle \det(AB)=\det(A)\det(B).}

### Визначникова тотожність Сильвестра
Визначникова тотожність Сильвестра стверджує, що для матриці A розміру m × n і матриці B розміру n × m (так що A і B мають розмірності, що дозволяють їм бути помноженими в будь-якому порядку) справедлива наступна рівність:
{\displaystyle \det(I_{\mathit {m}}+AB)=\det(I_{\mathit {n}}+BA)},
де Im і In це m × m і n × n одиничні матриці, відповідно.
З цієї тотожності випливають наступні наслідки:
1. Для вектор-стовпця c і вектор-рядка r, які складаються з m компонент буде:
{\displaystyle \det(I_{m}+cr)=1+rc.}
2. Більш загально,[15] для кожної оборотної матриці X порядку m буде:
{\displaystyle \det(X+AB)=\det(X)\det(I_{n}+BX^{-1}A).}
3. Для вектор-стовпця і вектор-рядка, зазначених вище, також буде:
{\displaystyle \det(X+cr)=\det(X)\det(I_{1}+rX^{-1}c)=\det(X)+rX^{*}c,}
де {\displaystyle X^{*}} — союзна матриця до X.

## Обчислення

Схема обчислення визначника матриці 2×2.

### Визначник 2×2 матриці
Визначник квадратної матриці другого порядку обчислюється за формулою, яка безпосередньо випливає з означення через перестановки:

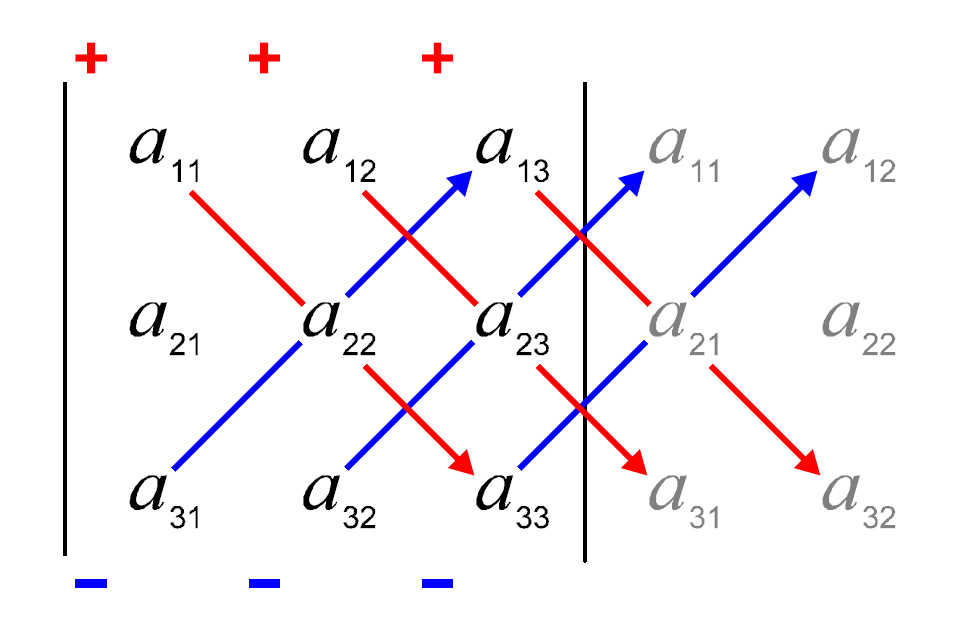
Правило Саррюса схематично.

{\displaystyle {\begin{vmatrix}a_{11}&a_{12}\\a_{21}&a_{22}\end{vmatrix}}=a_{11}a_{22}-a_{12}a_{21}.}

### Визначник 3×3 матриці
Визначник квадратної матриці третього порядку обчислюється за правилом Саррюса:
{\displaystyle {\begin{vmatrix}a_{11}&a_{12}&a_{13}\\a_{21}&a_{22}&a_{23}\\a_{31}&a_{32}&a_{33}\end{vmatrix}}=a_{11}a_{22}a_{33}+a_{12}a_{23}a_{31}+a_{13}a_{21}a_{32}-a_{13}a_{22}a_{31}-a_{12}a_{21}a_{33}-a_{11}a_{23}a_{32}.}
Правило Саррюса — це мнемоніка, при якій запис визначника розширюється дописуванням з правої сторони перших двох його стовпців і, як показано на ілюстрації, добутки елементів вздовж "червоних стрілок" додаються після чого віднімаються добутки елементів вздовж "синіх стрілок". Ця схема не переноситься квадратні матриці вищих порядків.
Для знаходження визначників високого порядку застосовуються принципово інші методи (насамперед, метод Гаусса), що вимагають
значно меншої кількості арифметичних операцій ({\displaystyle O(n^{3})} замість {\displaystyle n!}).

### Визначник n×n матриці
У випадку матриць вищого порядку для обчислення їх визначників можна використовувати розклад Лапласа.
Також визначник матриці можна обчислити за допомогою методу Гаусса, який ґрунтується на тому, що визначник трикутної матриці дорівнює добутку всіх її діагональних елементів і будь-яку матрицю можна звести до трикутної матриці елементарними перетвореннями, пам’ятаючи, що ці перетворення мають наступний вплив на визначник:
1. Додавання рядка (стовпця), помноженого на константу, до іншого рядка (стовпця) не змінює значення визначника.
2. Множення рядка (стовпця) на константу множить значення визначника на цю константу.
3. При мінянні місцями двох рядків (стовпців) змінюється знак визначника на протилежний.

#### Обчислення через методи розкладу
Деякі методи обчислюють визначник, записуючи матрицю як добуток матриць, визначники яких можна легше обчислити. Такі методи називають методами розкладу. До таких методів відносяться LU-розклад, QR-розклад або розклад Холецького для додатно визначених матриць.
Наприклад, LU-розклад виражає квадратну матрицю A як добуток {\displaystyle A=PLU}, де P — матриця перестановки, яка має по одній одиниці у кожному стовпці, а в інші елементи — нулі, L — нижньотрикутна матриця і U — верхньотрикутна матриця. Визначники двох трикутних матриць L і U дорівнюють відповідним добуткам їх діагональних елементів. Визначник P — це знак відповідної перестановки π. Звідси {\displaystyle \det(A)=\operatorname {sign} (\pi )\det(L)\det(U).}

#### Конденсація Доджосона
Конденсація Доджосона — це метод, суть якого полягає у зменшення матриці спеціальним чином до матриці порядку 1, єдиний елементом якої є шуканий визначник.

## Геометричне значення

Площа паралелограма є модулем визначника матриці 2×2 із векторів його сторін.

Якщо елементи квадратної матриці A другого порядку є дійсними числами, то її можна використати для представлення двох лінійних відображень: перше відображає вектори стандартного базису у стовпці A, а друге відображає їх у рядки цієї матриці. У будь-якому випадку образи базисних векторів утворюють паралелограм, який являється для відображення образом одиничного квадрата. Паралелограм, визначений стовпцями наведеної вище матриці, має вершини з координатами (0, 0), (a, b), (a + c, b + d) і (c, d), як показано на супровідній ілюстрації.
Абсолютне значення ad − bc є площею паралелограма, і, таким чином, представляє коефіцієнт, на який множаться площі при перетворені відображенням, визначеним матрицею A. Паралелограм, утворений рядками A, загалом є іншим паралелограмом, але оскільки визначник не змінюється при транспонуванні матриці, то площа буде однаковою.
Абсолютне значення визначника разом зі знаком є орієнтованою площею паралелограма. Орієнтована площа така ж, як і звичайна площа, за винятком того, що вона є від’ємною, коли кут від першого до другого вектора, що визначає паралелограм, повертається за годинниковою стрілкою, що протилежно напрямку, який отримується при одиничній матриці.
Щоб показати, що ad − bc є орієнтованою площею, можна розглянути матрицю, яка складається з двох векторів-стовпців u = (a, b)T і v = (c, d)T, що представляють сторони паралелограма. Орієнтована площа цього паралелограма може бути виражена як |u| |v| sin θ, де θ — кут між векторами u і v, утворений обертанням проти годинникової стрілки. Завдяки синусу це вже орієнтована площа, з іншого боку її можна виразити через косинус кута θ′ між u⊥ = (−b, a)T і v як |u⊥| |v| cos θ′. Отриманий вираз є скалярним добутком векторів u⊥ і v, який дорівнює ad − bc.

Об’єм цього паралелепіпеда є модулем визначника матриці 3×3 із векторів його сторін r_{1}, r_{2} і r_{3}.

Якщо дійсну матрицю A розміру n × n записати у вигляді векторів-стовпців, тобто {\displaystyle A=\left({\begin{array}{c|c|c|c}\mathbf {a} _{1}&\mathbf {a} _{2}&\cdots &\mathbf {a} _{n}\end{array}}\right)}, то
{\displaystyle A{\begin{pmatrix}1\\0\\\vdots \\0\end{pmatrix}}=\mathbf {a} _{1},\quad A{\begin{pmatrix}0\\1\\\vdots \\0\end{pmatrix}}=\mathbf {a} _{2},\quad \ldots ,\quad A{\begin{pmatrix}0\\0\\\vdots \\1\end{pmatrix}}=\mathbf {a} _{n}.}
Це означає, що лінійна функція, визначена матрицею A, відображає одиничний n-куб у n-вимірний паралелотоп, побудований на векторах  a1, a2, …, an, тобто у множину {\displaystyle P=\left\{c_{1}\mathbf {a} _{1}+\cdots +c_{n}\mathbf {a} _{n}\mid 0\leq c_{i}\leq 1,\ i={\overline {1,n}}\right\}.}
Визначник матриці A дає орієнтовний n-вимірний об’єм цього паралелетопа, і, таким чином, описує коефіцієнт, на який множаться n-вимірні об’єми при перетворені відображенням, визначеним матрицею A. (Знак показує, чи перетворення зберігає або змінює орієнтацію.) Зокрема, якщо визначник дорівнює нулю, то цей паралелотоп має нульовий n-вимірний об’єм і не є повністю n-вимірним, що вказує на те, що розмірність образу лінійного відображення, визначеного матрицею A, менша за n. Це означає, що це відображення не є ані сюр'єкцією, ані ін'єкцією.

## Спеціальні види визначників
- Визначник Якобі (Якобіан)
- Визначник Вронського (Вронськіан)
- Визначник Вандермонда
- Визначник Грама
- Визначник Слейтера